# El destino (película de 1997)
El destino (en francés: Le destin; en árabe: المصير‎: , translit. Al-massir) es una película franco-egipcia de 1997 dirigida por Youssef Chahine. Se presentó fuera de competición en el Festival de cine de Cannes de 1997. La película fue seleccionada entre las candidatas egipcias al Óscar a la Mejor Película de Lengua Extranjera en los 70.º Premios de la Academia, pero no fue elegida.

## Sinopsis
La película trata sobre Averroes, un médico y filósofo andalusí del siglo XII conocido por sus comentarios sobre Aristóteles. El protagonista, Averroes, (latinización del nombre árabe أبو الوليد محمد بن أحمد بن محمد بن رشد ʾAbū l-Walīd Muḥammad ibn ʾAḥmad ibn Muḥammad ibn Rušd) nació en la Córdoba, islámica en 1126 y murió en Marrakech (Marruecos) en 1198. Fue un eminente filósofo y médico andalusí, maestro de filosofía y leyes islámicas, matemáticas, astronomía y medicina.

## Reparto
- Nour El-Sherif como Averroes.
- Laila Elwi como Manuella.
- Mahmoud Hemida como Al Mansour.
- Safia El Emari como la esposa de Averroes.
- Mohamed Mounir como El Bardo.
- Khaled El Nabawy como Nasser, el Príncipe.
- Rogena como Salma
- Seif El Dine como el hermano de Al Mansour.
- Abdalla Mahmoud como Borhan
- Ahmed Fouad Selim como Cheikh Riad
- Magdi Idris como Emir de la Secta
- Ahmed Moukhtar como Bardo
- Sherifa Maher como madre de Manuella.
- Rayek Azzab como El Razi.
- Hassan El Adl como Gaafar.
- Hani Salama como Abdalla.
- Faris Rahoma como Youssef.
- Ingi Abaza como Sarah.